# Cristianesimo in Medio Oriente

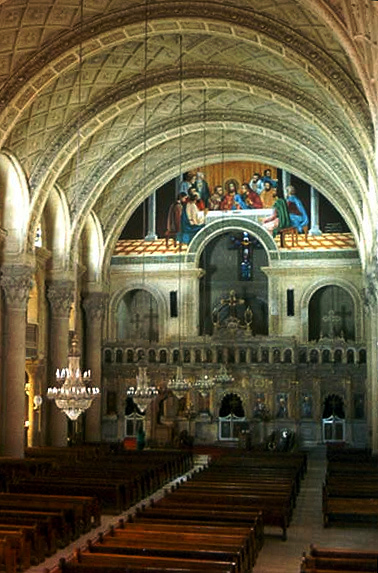
Interno della cattedrale copta di San Marco ad Alessandria d'Egitto.

Il cristianesimo in Medio Oriente ha una storia che risale fino al I secolo, alle stesse origini di questa fede; ed è stata una delle principali religioni della regione dai tempi dell'impero romano d'Oriente nel IV secolo fino all'espansione islamica degli arabi nel corso del medio e tardo VII secolo. In Medio Oriente il Cristianesimo si caratterizza con le sue differenti credenze e tradizioni, rispetto ad altre parti del Vecchio mondo; i cristiani costituiscono a tutt'oggi il 5% della popolazione mediorientale, dal 20% che erano nei primi anni del XX secolo.
Il numero dei cristiani in Medio Oriente è in significativo calo a causa di fattori quali i bassi tassi di natalità, se confrontati con quelli musulmani, assieme a tassi sproporzionalmente alti di emigrazione sia religiosa sia etnica, a volte provocata dalla persecuzione religiosa. Inoltre i disordini politici dell'area sono stati e continuano ad essere uno dei fattori più importanti che spingono gli indigeni cristiani mediorientali delle varie etnie a spostarsi verso terre più sicure e alla ricerca di stabilità al di fuori dei loro paesi d'origine.
Gli arabi cristiani, che per lo più discendono da tribù arabe cristianizzate, sono principalmente seguaci delle chiese ortodosse orientali (non calcedonesi) e se ne contano più di 1,5 milioni di unità; tra i cattolici, quelli di rito latino sono minoritari: la maggior parte dei cattolici sono, oltre che maroniti, anche melchiti, siriaci di rito antiocheno, caldei (originari dell'Iraq) di rito caldeo, e armeni. I seguaci del protestantesimo sono circa 400.000.
La recente diffusione dell'ideologia del salafismo e del jihādismo, estranea ai valori tolleranti delle comunità locali in Siria e in Egitto, ha anche svolto un ruolo nella pluridecennale ma incerta esistenza pacifica dei cristiani.
In proporzione il Libano ha il più alto tasso di presenza cristiana nel suo territorio, dove la percentuale è compresa tra il 39 e il 40,5%, seguito dall'Egitto con il 10% di cristiani, soprattutto copti. Il più grande gruppo cristiano in Medio Oriente è quello costituito dai copti di lingua araba i quali ammontano a 6-11 milioni di persone, anche se fonti copte sostengono una cifra più vicina ai 12-16 milioni di aderenti: i copti risiedono principalmente in terra egiziana, ma se ne trovano anche in Sudan e in Libia, con piccole comunità sparse in Israele, Cipro, Giordania, Libano e Tunisia.
Il secondo più grande gruppo cristiano è quello dei maroniti, cattolici anch'essi arabi, che assommano ad 1,1-1,2 milioni in tutta la regione, ma concentrati principalmente all'interno del suolo libanese.

## Oggi

### Demografia

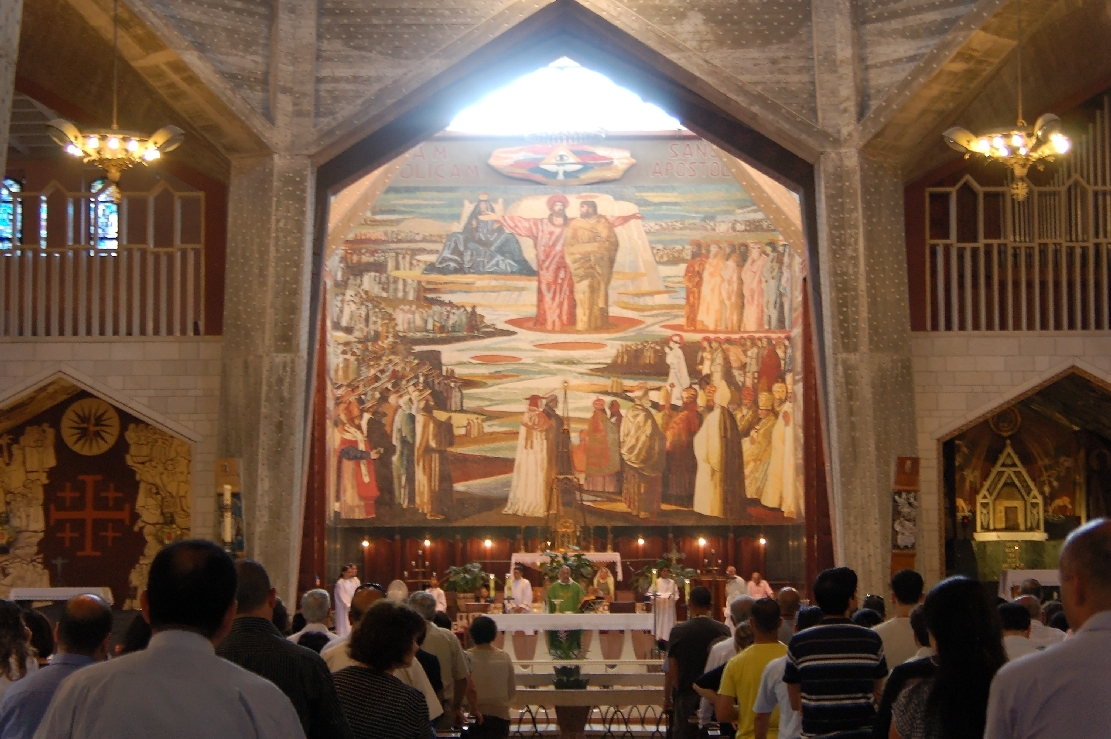
Messa cattolica nella basilica dell'Annunciazione a Nazareth.

La popolazione totale di cristiani in Medio Oriente va dai 12 ai 16 milioni (dati 2011), in Egitto dai 6 agli 11 milioni (con punte di 8,9 milioni nell'est del paese). In Siria sono passati da 7,7-15,4 milioni nel 2005 ad 1,7-2,3 milioni nel 2011.
Il Libano ha da 1,5 a 1,8 milioni di cristiani (dati 2011); Cipro poco meno di 800.000 (dati 2008); l'Iraq da 300 a 490.000; l'Iran da 300.000 a 370.000; la Giordania da 175.000 a 400.000; Israele da 144 a 196.000; la Turchia da 120 a 310.000; la Palestina da 50  a 75.000; il Bahrein da mille a 88.000; il Kuwait da 400 a 450.000; lo Yemen all'incirca 40.000; il Qatar 168.000; l'Arabia Saudita 1,2 milioni; gli Emirati Arabi Uniti 944.000; l'Oman 120.000 (questi ultimi cinque paesi comprendono anche i residenti stranieri).

### Bahrein
Il secondo più grande gruppo religioso del Bahrein è la minoranza nativa cristiana che vive all'interno del paese, in un numero che sfiora il migliaio di persone. Nel corso del V secolo l'attuale Bahrein è stato uno dei centri del cristianesimo nestoriano o "Chiesa d'Oriente", tra cui due dei suoi vescovadi. La provincia ecclesiastica che copre il territorio del Bahrein era conosciuta come "Bet Qatraye". La cittadina di Samahij era la sede dei vescovi.
Il Bahrein è stato un centro del cristianesimo nestoriano fino all'introduzione dell'Islam nella regione verso il 629; nella loro qualità di "setta", i nestoriani furono spesso perseguitati come eretici da parte dell'impero bizantino, ma il Bahrein era al di fuori del suo controllo e per molto di loro offrì una certa sicurezza.
I nomi di alcuni villaggi dell'isola Muharraq riflettono ancor oggi quest'eredità cristiana, con (ad esempio) Al Dair che significa "monastero" o "parrocchia". Nel 410, secondo il rapporto sinodale della Chiesa ortodossa siriaca, un vescovo di nome Batai venne scomunicato proprio qui in Bahrein. La signora Alees Samaan, ambasciatrice del Bahrein per il Regno Unito, è una cristiana nativa. 

### Iraq
Il cristianesimo ha una lunga storia in Iraq, con la conversione delle prime popolazioni indigene dell'Assiria (con i parti che controllavano l'Asuristan) risalenti al I-III secolo. Questa regione è stata inoltre il luogo di nascita del rito orientale o "Chiesa d'Oriente" cristiana, con una fiorente tradizione letteraria siriaca ed il centro d'un'espansione missionaria che si estendeva fino all'India, all'Asia centrale e alla Cina.

### Iran
I numeri della minoranza cristiana presente in Iran assomma a 300.000-370.000 unità. La maggior parte sono di etnia armena (fino a 250.000-300.000) e assira (fino a 40.000), che seguono rispettivamente la Chiesa apostolica armena e la Chiesa assira d'Oriente. Ci sono almeno 600 chiese che servono nella nazione i suoi aderenti cristiani.

### Israele
I cristiani in Israele sono circa 161.000. Circa l'80% dei cristiani che risiedono stabilmente in Israele sono arabi, il cui numero totale è di circa 135.000. Di tutti i cristiani, il 40% appartiene alla Chiesa cattolica melchita greca, il 20% per la Chiesa latina e il 7% alla Chiesa maronita, il 32% di tutti i cristiani appartengono alla Chiesa greco-ortodossa e l'1% sono membri di altri denominazioni. Piccole comunità cristiane in Israele si trovano anche in rappresentanza dei cristiani assiri, armeni, georgiani ed ebrei messianici. Negli anni 1990, la comunità cristiana è aumentata a causa dell'immigrazione e di matrimoni misti tra ebrei e cristiani, che erano prevalentemente arrivati dai paesi dell'ex Unione Sovietica. Si sono così aggiunti altri 20-30.000 cristiani ortodossi per lo più greci con ascendenza russa ed ucraina.
Negli ultimi anni, la popolazione cristiana in Israele è aumentata in modo significativo per la presenza di lavoratori stranieri da un certo numero di paesi (prevalentemente le Filippine e Romania). Numerose chiese sono state aperte a Tel Aviv.
Nove chiese sono riconosciute ufficialmente sotto il sistema confessionale di Israele, per l'auto-regolamentazione delle questioni di stato, come il matrimonio e il divorzio. L'ortodossa, la cattolica romana (rito latino), la gregoriana-armena, la armena cattolica, la siro-cattolica, la caldea (uniate), la melchita (greco-cattolica), la Chiesa assira d'Oriente, la etiope ortodossa, la maronita e le chiese siro-ortodosse. Ci sono accordi più informali con le altre chiese, come la Chiesa anglicana e la Chiesa di Gesù Cristo dei Santi degli Ultimi Giorni.